# Matriarch
| Оценки критиков | Оценки критиков |
| Источник        | Оценка          |
| --------------- | --------------- |
| About.com       | [ 1 ]           |
| Ultimate Guitar | 6/10            |

Matriarch — пятый студийный альбом группы Veil of Maya. Это первый альбом, в записи которого принял участие вокалист Лукас Магьяр. Альбом был спродюсирован и сведён Тейлором Ларсоном из группы From First to Last. В отличие от предыдущих альбомов, в нём содержится больше звучание современного металкора, нежели дэткора.
Сингл «Phoenix» вышел 1 января 2015 года. До выхода песни на своих страницах в социальных сетях группа разместила хэштэг «VeilHasRisen». Музыкальный клип на песню «Mikasa» вышел 23 марта 2015 года, в то же время было объявлено название и дата релиза альбома. Альбом стал доступен для прослушивания онлайн 11 мая 2015.

## Список композиций
1. «Nyu» — 1:55
2. «Leeloo» — 2:51
3. «Ellie» — 3:03
4. «Lucy» — 2:55
5. «Mikasa» — 3:09
6. «Aeris» — 3:47
7. «Three-Fifty» — 3:26
8. «Phoenix» — 3:16
9. «Matriarch» — 1:18
10. «Teleute» (при участии Джейсона Ричардсона из Chelsea Grin[6][7][8]) — 3:00
11. «Daenerys» — 3:39
12. «Lisbeth» — 3:45

## Участники записи
- Лукас Магьяр — вокал
- Марк Окубо — гитара
- Дэнни Хаузер — бас-гитара
- Сэм Эпплбаум — ударные